# Liste der Bodendenkmale in Fahrdorf
In der Liste der Bodendenkmale in Fahrdorf sind die Bodendenkmale der Gemeinde Fahrdorf nach dem Stand der Bodendenkmalliste des Archäologischen Landesamts Schleswig-Holstein von 2016 aufgelistet. Die Baudenkmale sind in der Liste der Kulturdenkmale in Fahrdorf aufgeführt.
| Denkmal-ID           | Befundart           | Bezeichnung                                      | Zeitstellung                 | Lage | Bemerkungen | Bild |
| -------------------- | ------------------- | ------------------------------------------------ | ---------------------------- | ---- | --- | ---- |
| aKD-ALSH-Nr. 003 762 | Hafen               | Weg/Furt/Wasserstraße/Hafen „Hafen von Haithabu“ | Frühmittelalter              |      | Komplex aus Danewerk mit Krummwall, Hauptwall, Nordwall und Verbindungswall sowie Haithabu mit Halbkreiswall, Hafen, Hochburg, Südsiedlung und Südgräberfeld |      |
| aKD-ALSH-Nr. 003 785 | Grabmal > Grabhügel | Grabhügel                                        | Vor- und/oder Frühgeschichte |      | |      |
| aKD-ALSH-Nr. 003 786 | Grabmal > Grabhügel | Grabhügel                                        | Vor- und/oder Frühgeschichte |      | |      |
| aKD-ALSH-Nr. 003 787 | Grabmal > Grabhügel | Grabhügel                                        | Vor- und/oder Frühgeschichte |      | |      |
| aKD-ALSH-Nr. 003 788 | Grabmal > Grabhügel | Grabhügel                                        | Vor- und/oder Frühgeschichte |      | |      |
| aKD-ALSH-Nr. 003 789 | Grabmal > Grabhügel | Grabhügel                                        | Vor- und/oder Frühgeschichte |      | |      |